# Sleeplade
De sleeplade is een windladetype van een pijporgel.
De sleeplade bereikte in de renaissance en de barok een zeer hoge ontwikkeling en geniet ook vandaag opnieuw de voorkeur in de orgelbouw. Een ventielkast voert de wind naar de cancellen, waarboven de slepen (voor de registers) liggen. Het ventiel naar de cancel is met de toetstractuur verbonden, de sleep met de registertractuur. 
Staan er meerdere slepen open, dan klinken er meerdere registers. Ook als er maar één toets ingedrukt wordt, en er staan drie slepen open, dan klinken er drie pijpen: één toon, maar drie klankkleuren. De klankkleur kan ook veranderd worden door een toon van dezelfde naam, maar één of twee octaven hoger.
Om te spelen moet men dus èn een register opentrekken èn een toets indrukken.
De slepen zijn te openen en te sluiten door registertrekkers of registerknoppen die naast of boven het klavier in groepen door de kastwand heen steken. Die knoppen zitten op trekkers of registerstokken die een as of "wals" bewegen. Die wals draait als men aan de knop trekt. De draaiing beweegt een andere arm op de wals die de sleep verschuift.
Het principe van de sleeplade is dus uiterst eenvoudig. Dit is een van de voordelen van dit type van windlade.

## Bron
- Wouter RENS, Kleine Orgelkunde. Een lees- en leerboekje voor de orgelliefhebber met registernamen en trefwoordenlijst. De Principaal, 1998
- Flor PEETERS, Maarten Albert Vente, De orgelkunst in de Nederlanden van de 16de tot de 18de eeuw, Gaade/Amerongen, 1984, p.17
- A.P. OOSTERHOF, A. BOUMAN, Orgelbouwkunde, Spruyt, Van Mantgem & De Does, Leiden, 1980, p.93-99
- Teus DEN TOOM (red.), Inleiding tot de orgelbouw. Boeijenga Music Publications, Leeuwarden, 2011, p.56,59,60